# 8. avgust
8. avgust je 220. dan leta (221. v prestopnih letih) v gregorijanskem koledarju. Ostaja še 145 dni.

## Dogodki
- 754 – bizantinski cesar Konstantin V. Kopronimos prepove čaščenje svetih podob
- 1585 – John Davis v poskusu iskanja severozahodnega prehoda vpluje v Cumberland Sound
- 1588 – konec bitke pri Gravelinesu, angleška vojna mornarica premaga špansko
- 1647 – v bitki pri Dangan Hillu predstavniki angleškega parlamenta premagajo Irce
- 1786 – Michael-Gabriel Paccard in Jacques Balmat se kot prva človeka povzpneta na Mont-Blanc
- 1807 – Laibacher Wochenblatt objavi poziv domoljubom k zbiranju ljudskih pesmi
- 1859 – Franc Jožef izda ukaz o rabi ljudskih jezikov na gimnazijah
- 1869 – v Ormožu poteka 8. slovenski tabor
- 1876 – Thomas Alva Edison prejme patent za mimeograf
- 1914 – prvi spopadi med Srbijo in Nemčijo
- 1918:
  - anglo-francoski protinapad pri Amiensu prebije nemško obrambno črto
  - Alvin York se izkaže v bitki, zakar prejme medaljo časti
- 1929 – nemški cepelin Graf Zeppelin začne polet okoli sveta
- 1938 – odprto koncentracijsko taborišče Mauthausen
- 1942:
  - v Washingtonu usmrtijo šest potencialnih nemških saboterjev, dva pa zaradi sodelovanja obsodijo na dosmrtno zaporno kazen
  - USMC zavzame Tulagi
  - bitka za pacifiški otok Savo
- 1945:
  - ZSSR napove vojno Japonski
  - ZDA, ZSSR, Francija in Združeno kraljestvo sklenejo ustanoviti mednarodno sodišče
  - ZDA kot prva država ratificirajo listino združenih narodov
- 1949 – Butan postane neodvisna država
- 1963 – 15 roparjev oropa poštni vlak v Angliji in odnese 2,6 milijona britanskih funtov
- 1967 – ustanovljeno združenje jugovzhodno azijskih narodov (ASEAN)
- 1974 – Richard Nixon zaradi afere Watergate napove odstop
- 1989 – raketoplan Columbia odleti na 5-dnevno tajno vojaško odpravo (STS-28)
- 2000 – podmornico H. L. Hunley ameriške konfederalne vojske po 136 letih izvlečejo na površje

## Rojstva
- 1306 – Rudolf II., pfalški grof († 1353)
- 1694 – Francis Hutcheson, irsko-britanski filozof († 1746)
- 1732 – Johann Christoph Adelung, nemški jezikoslovec, leksikograf, filozof († 1806)
- 1818 – Joseph Roumanille, provansalski pesnik, pedagog († 1891)
- 1832 – Émile-Théodore-Léon Gautier, francoski književni zgodovinar († 1897)
- 1879 – Emiliano Zapata, mehiški revolucionar († 1919)
- 1880 – Earle Christmas Grafton Page, avstralski predsednik vlade († 1961)
- 1881 – Ewald von Kleist, nemški feldmaršal († 1954)
- 1896 – Marjorie Kinnan Rawlings, ameriška pisateljica († 1953)
- 1901 – Ernest Orlando Lawrence, ameriški fizik, nobelovec 1939 († 1958)
- 1902 – Paul Adrien Maurice Dirac, britanski fizik, matematik, nobelovec 1933 († 1984)
- 1907 – Benny Carter, ameriški jazzovski glasbenik († 2003)
- 1913 – Marij Pregelj, slovenski slikar († 1967)
- 1921 – John Herbert Chapman, kanadski fizik († 1979)
- 1925 – Alija Izetbegović, bosanski predsednik († 2003)
- 1931 – sir Roger Penrose, angleški fizik, astrofizik, kozmolog, matematik, razvedrilni matematik, filozof
- 1937 – Dustin Hoffman, ameriški filmski igralec
- 1951 – Mamooru Ošii, japonski filmski režiser
- 1953 – Nigel Mansell, angleški avtomobilski dirkač
- 1961 – David Howell Evans - The Edge, irski rock kitarist
- 1966 – Christopher Livingstone Eubank, britanski boksar
- 1981 – Roger Federer, švicarski tenisač
- 1998 – Shawn Mendes, kanadski pevec

## Smrti
- 869 – Lotar II. Lotarinški, kralj Lotatingije (* 835)
- 1171 – Henrik Bloiški, škof Winchesterja, arhitekt (* 1098)
- 1270 – Margareta Sicilska, štaufovska princesa, turinška deželna grofica (* 1241)
- 1295 – Ottone Visconti, milanski nadškof in vladar (* 1207)
- 1303 – Henrik Kastiljski, kastiljski princ (* 1230)
- 1356 – Giovanni Gradenigo, 56. beneški dož (* 1279)
- 1472 – Ivan Vitez, madžarski kardinal in humanist (* okoli 1405)
- 1553 – Girolamo Fracastoro, italijanski učenjak, književnik, zdravnik, pesnik, astronom, geolog (* 1478)
- 1746 – Francis Hutcheson,  irsko-britanski filozof (* 1694)
- 1824 – Friedrich August Wolf, nemški učenjak (* 1759)
- 1869 – Roger Fenton, angleški fotograf (* 1819)
- 1900 – Emil Škoda, češki inženir, industrialec (* 1839)
- 1908 – Joseph Maria Olbrich, nemški arhitekt (* 1867)
- 1928 – Stjepan Radić, jugoslovanski politik, poslanec (* 1871)
- 1940 – Johnny Dodds, ameriški jazzovski klarinetist (* 1892)
- 1944 – Chaim Soutine, belorusko-francoski slikar (* 1894)
- 1951 – Charles Hitchcock Adams, ameriški ljubiteljski astronom (* 1868)
- 1965 – Shirley Jackson, ameriška pisateljica (* 1919)
- 1974 – Baldur Benedikt von Schirach, nemški nacistični politik (* 1907)
- 1975 – Julian »Cannonball« Adderley, ameriški jazzovski saksofonist (* 1928)
- 1987 – Danilo Blanuša, hrvaški matematik, fizik, inženir (* 1903)
- 1989 – Filip Kumbatovič Kalan, slovenski pisatelj, teatrolog (* 1910)
- 1991 – James Benson Irwin, ameriški astronavt (* 1930)
- 1996 – sir Frank Whittle, angleški letalski inženir, pilot (* 1907)

## Prazniki in obredi
- Tajvan – očetovski dan
- Švedska – dan kraljice, dan zastave
- Svetovni dan mačk - obeležujemo od leta 2002, po zaslugi zaslugi Mednarodnega sklada za zaščito živali (International Fund for Animal Welfare), od leta 2020 skrbi International Cat Care